# Scanisaurus nazarowi
Lo scanisauro (Scanisaurus nazarowi) è un rettile marino estinto, appartenente ai plesiosauri. Visse nel Cretaceo superiore (Senoniano, tra 85 e 65 milioni di anni fa). I suoi resti fossili sono stati ritrovati in Svezia e in Russia.

## Classificazione
Questo animale venne descritto per la prima volta nel 1911 da Bogolubov, sulla base di una vertebra cervicale posteriore molto corta e larga, rinvenuta sulle rive del fiume Volga nell'Oblast' di Orenburg, in Russia. Bogolubov attribuì questo fossile a una nuova specie del genere Cimoliasaurus (C. nazarowi). Nel 1959 Per-Ove Persson attribuì alla stessa specie alcuni fossili di plesiosauro ritrovati nella provincia di Scania, in Svezia, comprendenti frammenti di ossa degli arti, denti striati e alcune vertebre; lo studioso attribuì la specie C. nazarowi a un nuovo genere di plesiosauri, Scanisaurus, e lo ritenne comunque affine a Cimoliasaurus, tanto da includerlo nella stessa famiglia (Cimoliasauridae); questi plesiosauri, secondo Persson, erano dotati di crani più grandi e colli più corti rispetto ai tipici plesiosauri. Lo stesso studioso, in seguito, attribuì a Scanisaurus anche un cranio fracassato. In ogni caso, attualmente Scanisaurus è considerato un nomen dubium, a causa dell'eccessiva frammentarietà dei resti, privi di tratti diagnostici.